# Polonia en los Juegos Europeos
Polonia en los Juegos Europeos está representada por el Comité Olímpico Polaco, miembro de los Comités Olímpicos Europeos. Ha obtenido un total de 84 medallas: 18 de oro, 28 de plata y 38 de bronce.

## Medalleros

### Por edición
| Evento        | Oro | Plata | Bronce | Total |
| ------------- | --- | ----- | ------ | ----- |
| Bakú 2015     | 2   | 8     | 10     | 20    |
| Minsk 2019    | 3   | 1     | 10     | 14    |
| Cracovia 2023 | 13  | 19    | 18     | 50    |
| TOTAL         | 18  | 28    | 38     | 84    |

### Por deporte
| Evento         | Oro | Plata | Bronce | Total |
| -------------- | --- | ----- | ------ | ----- |
| Atletismo      | 3   | 5     | 1      | 9     |
| Baloncesto 3x3 | 0   | 0     | 1      | 1     |
| Boxeo          | 1   | 1     | 7      | 9     |
| Ciclismo       | 0   | 2     | 4      | 6     |
| Esgrima        | 3   | 2     | 0      | 5     |
| Escalada       | 1   | 1     | 1      | 3     |
| Gimnasia       | 1   | 0     | 0      | 1     |
| Karate         | 0   | 0     | 2      | 2     |
| Kickboxing     | 1   | 0     | 4      | 5     |
| Lucha          | 0   | 3     | 3      | 6     |
| Muay thai      | 1   | 2     | 2      | 5     |
| Natación       | 0   | 1     | 2      | 3     |
| Piragüismo     | 5   | 4     | 6      | 15    |
| Rugby 7        | 0   | 1     | 0      | 1     |
| Salto en esquí | 1   | 0     | 0      | 1     |
| Taekwondo      | 0   | 2     | 0      | 2     |
| Teqball        | 0   | 1     | 3      | 4     |
| Tenis de mesa  | 0   | 0     | 1      | 1     |
| Tiro           | 1   | 2     | 1      | 4     |
| Voleibol       | 0   | 1     | 0      | 1     |
| TOTAL          | 18  | 28    | 38     | 84    |